# Estación de Porte de Champerret
La estación de Porte de Champerret es una estación del metro de París situada al noroeste de la capital, en el XVII Distrito de la ciudad. Forma parte de la línea 3. Entre 1911 y 1937 fue uno de los terminales de la línea. 

## Historia
La estación fue inaugurada el 15 de febrero de 1911 tras la segunda prolongación hacia el oeste de la línea 3.
La estación debe su nombre a su ubicación cercana a la Porte de Champerret, antiguo acceso situado en el Muro de Thiers, última fortificación construida alrededor de París para proteger la ciudad.

## Descripción
Al igual que la estación de Porte de la Villette se compone de dos bóvedas diferenciadas, pero de idéntico diseño, que dan lugar a una doble estación cada una con un andén central y dos vías.
Si bien el revestimiento empleado es el habitual, recurriendo a los clásicos azulejos blancos biselados del metro parisino, no sucede lo mismo con la iluminación ya que la estación dispone de un sistema de iluminación peculiar basado en un largo y estrecho soporte metálico que se sitúa por encima de ambos andenes y que contiene dos tipos de lámparas: unos tubos fluorescentes y unos focos. Mientras los primeros dirigen su luz hacía el andén, los segundos lo hacen hacia la bóveda.
La señalización por su parte usa la moderna tipografía Parisine donde el nombre de la estación aparece en letras blancas sobre un panel metálico de color azul. Por último, los asientos de la estación son amarillos, individualizados y de tipo Motte.